# (8550) Гесиод
(8550) Гесиод (лат. Hesiodos) — небольшой астероид внешней части главного пояса, который был открыт 12 августа 1994 года бельгийским астрономом Эриком Эльстом в обсерватории Ла-Силья и назван в честь древнегреческого поэта Гесиода.

Орбита астероида Гесиод и его положение в Солнечной системе